# 阿蘇市立山田小学校
阿蘇市立山田小学校（あそしりつ やまだしょうがっこう）は、かつて熊本県阿蘇市にあった公立小学校。

## 沿革
- 1874年（明治7年） - 山田学校、今町学校創立。
- 1876年（明治9年） - 小野田学校創立
- 1879年（明治12年） - 小野田学校が今町学校に合併。
- 1887年（明治20年） - 山田学校が山田尋常小学校に、今町学校が今町尋常小学校に改称。
- 1909年（明治42年） - 今町尋常小学校と山田尋常小学校が合併し、山田尋常小学校となる。
- 1914年（大正3年） - 山田尋常高等小学校に改称。
- 1941年（昭和16年） - 山田国民学校に改称。
- 1947年（昭和22年） - 山田村立山田小学校に改称。
- 1954年（昭和29年）4月 - 町村合併により阿蘇町立山田小学校に改称。
- 2005年（平成17年）2月11日 - 阿蘇郡阿蘇町の町村合併・市制施行に伴い、阿蘇市立山田小学校に改称。
- 2019年（平成31年）3月 - 阿蘇市立内牧小学校に統廃合するため、閉校。145年の歴史に幕を閉じた。

## 通学区域
- 阿蘇市
  - 鷲の石、原の口、山田、小倉、西小倉、小池、黒流町、今町、下の原、新村、小野田町、本村、茗ヶ原

卒業生は基本的に阿蘇市立阿蘇北中学校へ進学する。

## 周辺
阿蘇山カルデラの北寄りに位置し、周囲は畑作地。北には大観峰が聳える。少し離れて黒川が西流する。
- 肥後山田郵便局

## アクセス
- JR九州豊肥本線 阿蘇駅から北へ3km